# König der Schauspieler
König der Schauspieler ist eine US-amerikanische Filmbiografie über Edwin Booth aus dem Jahr 1955. Die Literaturverfilmung basiert auf dem Buch Prince of Players von Eleanor Ruggles.

## Handlung
Der junge Edwin Booth ist ein verantwortungsbewusster und gewissenhafter Begleiter auf der Theatertournee seines Vaters, des Schauspielers Junius Brutus Booth. Während er ihn zwischen den Veranstaltungen davon abhält, weiter dem Alkohol zu verfallen, übt er während der Aufführungen hinter der Bühne die Shakespeare-Stücke, die sein Vater gerade spielt. Über die Jahre wächst Edwin in den Schauspielerberuf hinein und muss sich dennoch immer wieder mitanhören, dass sein jüngerer Bruder John Wilkes Booth irgendwann der größere Schauspieler werden wird. Aber es ist Edwin, der am 2. April 1857 mit seinem Vater während einer Vorführung von Richard III. in San Francisco auf der Bühne steht. Damit sollte eigentlich der Beginn einer großen Theatertournee gestartet werden, doch weil Junius immer wieder seinen Text vergisst, tritt er vom Vertrag mit Prescott zurück. Er sei kein Schauspieler mehr und werde sich auch nicht auf einer Tournee demütigen lassen. Dafür springt Edwin ein und erarbeitet sich mit seinem Spiel seinen ersten Ruhm. Doch bevor er seinem Vater beweisen kann, dass er ein würdiger Schauspieler ist, verstirbt Junius.
Für einen guten oder gar den besten Schauspieler hält sich Edwin dagegen noch lange nicht. Als er seinen Sprüche klopfenden kleinen Bruder John in Washington, D.C., wo er gerade mit The Taming of the Shrew am Ford’s Theatre spielt, besucht, muss er dessen Frage beantworten, ob John denn ein guter Schauspieler sei. Zwar gesteht ihm Edwin Leidenschaft zu. Doch Erfahrung käme nur mit harter Arbeit. Es sei viel zu einfach, vom Namen des Vaters zu leben. Schauspielerische Qualität müsse man sich verdienen, weswegen Edwin auf seine nächste Theatertournee durch den Süden geht. Während dieser Reise lernt er die junge Schauspielerin Mary Devlin kennen, die ihn mit ihrer Textsicherheit zu Romeo und Julia beeindruckt. Aus Respekt wird Liebe und aus Liebe eine Heirat. Während all dieser Zeit unterstützt sie ihn bei dem Ziel, als erster Amerikaner nach London zu reisen, um Shakespeare zu spielen. Doch noch vor der Reise erhält Edwin einen Brief seiner Schwester Asia, die sich über die verworrenen politischen Ambitionen von John sorgt. Edwin reist zu ihm und versucht ihn zur Besinnung zu bringen, indem er ihm anbietet als Co-Star mit nach London zu kommen. Doch John lehnt ab, schließlich sei das wahre Leben da draußen und nicht auf der Bühne.
Edwins Darstellung des Hamlet ist unter stürmischem Beifall ein riesiger Erfolg in London. Seinen Triumph kann er allerdings nicht genießen, als er merkt, dass die Loge, in der seine Frau zuvor saß, leer ist. Er reist zu ihr und erhält vom Doktor die beruhigende Nachricht, dass es der schwangeren Mary den Umständen entsprechend gut geht. Nachdem Edwin schließlich sechs weitere Wochen im Prince Charles Theatre Hamlet darstellt, wird sein erstes Kind geboren. Nach einigen Jahren zieht er schließlich mit der Familie nach New York City, wobei Mary immer stärker schwächelt. Er kümmert sich liebevoll um sie, aber die Premiere seines Hamlets wird sie wegen einer Kur nicht miterleben. Stattdessen beeindruckt Edwin in allen ausverkauften Vorstellungen das New Yorker Publikum alleine, wobei er den Applaus nicht genießen kann, schaut er doch immer wieder in die einzig verlassene Loge des Theaters, in der eigentlich seine Frau sitzen müsste. Die Einsamkeit treibt ihn später auch zum Alkohol, wobei er nicht mehr fähig ist zu spielen. In der Ferne erhält Mary schließlich den Brief, wie schlecht es um ihren Mann bestellt sei, so dass sie eigenmächtig gegen die Verordnung der Ärzte ihre Kur abbrechen will, wobei sie einen Ohnmachtsanfall erleidet. Edwin kann nur noch anreisen und ihr am Sterbebett nahe sein.
Edwin verbringt lange Zeit am Grab und führt Gespräche mit Mary, wobei er sie immer wieder um Rat fragt. Erst nach einer Weile verlässt er den Friedhof wieder, um am Theater zu spielen. Doch nur kurze Zeit später wird Abraham Lincoln durch John ermordet, womit sich auch das öffentliche Ansehen Edwins ändert. Statt ihm zuzujubeln, fordert man von ihm, nie wieder auf eine Bühne zu steigen. Überhaupt solle nie wieder ein Schauspieler auf die Bühne. Edwin lässt sich nicht unterkriegen. Kein Schauspieler soll unter Johns Tat leiden. Edwin müsse schließlich auf die Bühne. Dass ein wütender Mob im Publikum sitzt, um sich an ihm zu rächen, interessiert ihn dabei wenig. Als sich die Vorhänge öffnen, beginnt das Publikum ihn niederzubrüllen und Gegenstände auf ihn zu werfen. Damit treiben sie alle Schauspieler von der Bühne, nur Edwin bleibt stoisch sitzen. Vielmehr erkennt der wütende Mob, was Edwin gerade für einen Mut bewies, applaudiert ihm und respektiert ihn. Doch Edwin schaut nur auf die leere Loge, wo Mary immer saß, und hört sie in Gedanken Romeo und Julia zitieren: Nun gute Nacht! So süß ist Trennungswehe, Ich rief wohl gute Nacht, bis ich den Morgen sähe.

## Kritik
„Der Film ist dann am besten“, wenn er all die Shakespearedarstellungen zeige, meinte Bosley Crowther von der New York Times. Auch Burton sei am „eindrucksvollsten“, wenn er Booth als Schauspieler darstelle. Dabei sei es insbesondere ärgerlich, dass der „milden und konventionell konstruierten“ Liebe zwischen Booth und Mary Devlin keine Chemie zwischen den Darstellern vorhanden sei. Es fehle einfach jedwede „Wärme und theatralische Attraktivität“. Insgesamt sei die Literaturverfilmung mit seinem „mächtigen, majestätischen Flair“ allerdings gelungen.
Das Lexikon des internationalen Films meinte: „Die Ausschnitte aus Shakespeare-Dramen, mit Sorgfalt und Intensität in Szene gesetzt, überzeugen mehr als die Darstellung der menschlichen Konflikte und die Profilierung der handelnden Personen in der eigentlichen Filmhandlung.“

## Hintergrund
Ursprünglich sollte Marlon Brando die Hauptrolle des Edwin Booth spielen. Doch nachdem er die Besetzung des John Wilkes Booth durch John Derek als „amüsante Einbildung“ bezeichnete und darauf bestand „keinen Schauspieler, und mit Sicherheit keinen klassischen Schauspieler“ darzustellen, wurde die Rolle Laurence Olivier angeboten. Richard Burton selbst war erst die dritte Wahl. Brando verhöhnte das Drehbuch auf einer Hollywoodparty und sagte zur Besetzung: „Es ist nur ein Vorzeigeprojekt für Burton, um uns zu zeigen, wie schlecht er als Shakespearedarsteller ist. Ich lehnte ab, weil der Film zu viele von Booths berühmtesten aufgeführten Theaterstücken hatte, insbesondere Hamlet. Ich wollte eine tiefer gehende Studie von Booths faszinierenden und tragischem Leben. Als Fox keinen Spitzendarsteller wie Olivier oder mich bekommen konnten, entschieden sie sich für einen drittklassigen Darsteller, mit noch schlechterer Haut.“ Dieser Moment wurde schließlich der Beginn einer Jahrzehnte andauernden Rivalität beider Schauspieler.
Wie Olivier war auch Burton vertraglich an den Filmproduzenten Alexander Korda gebunden. Er hatte noch drei weitere Filme für seinen Sieben-Filme-Vertrag zu drehen. Obwohl sowohl er als auch sein Stiefvater Philip Burton das Drehbuch als „Schande“ bezeichneten, sagte er wegen seines Interesses, Shakespeare spielen zu wollen, zu.
Für die Darstellung der Königin Gertrude in Hamlet wurde ursprünglich die Theaterdarstellerin Margaret Webster angefragt. Nachdem man allerdings feststellte, dass sie auf der Schwarzen Liste stand, entschied man sich für ihre Lebensgefährtin Eva Le Gallienne.
Die Besprechungen zwischen Dunne und Bernard Herrmann zur Filmmusik dauerten etwa eine Woche. Dabei entschieden sich beide gegen den Willen Burtons, während der Theaterdarstellungen keine Musik zu spielen, da die Szenen selbst „Musicalnummern“ entsprachen. Allerdings war man auch unterschiedlicher Meinung. So entschied sich Herrmann während der letzten Einstellung sein Thema durch den ersten Violinisten Louis Kaufman spielen zu lassen, während Dunne selbst einen Soloobisten favorisierte.
Philip Dunne debütierte mit dem Spielfilm als Filmregisseur. Ursprünglich sollte er ihn nur produzieren. Doch alle von Darryl F. Zanuck vorgeschlagenen Regisseure lehnte er ab, weil ihnen die nötige „Sensibilität“ fehlte. Also beschloss Zanuck, dass Dunne selbst die Regie übernehmen sollte.
Der für etwa 1,57 Mio. US-Dollar produzierte Film hatte seine Weltpremiere am 11. Januar 1955 in New York City. In Westdeutschland kam er am 24. Juni 1955 in die Kinos. Seitdem wurde der Film weder auf VHS noch auf DVD veröffentlicht.